# Cytogenetika

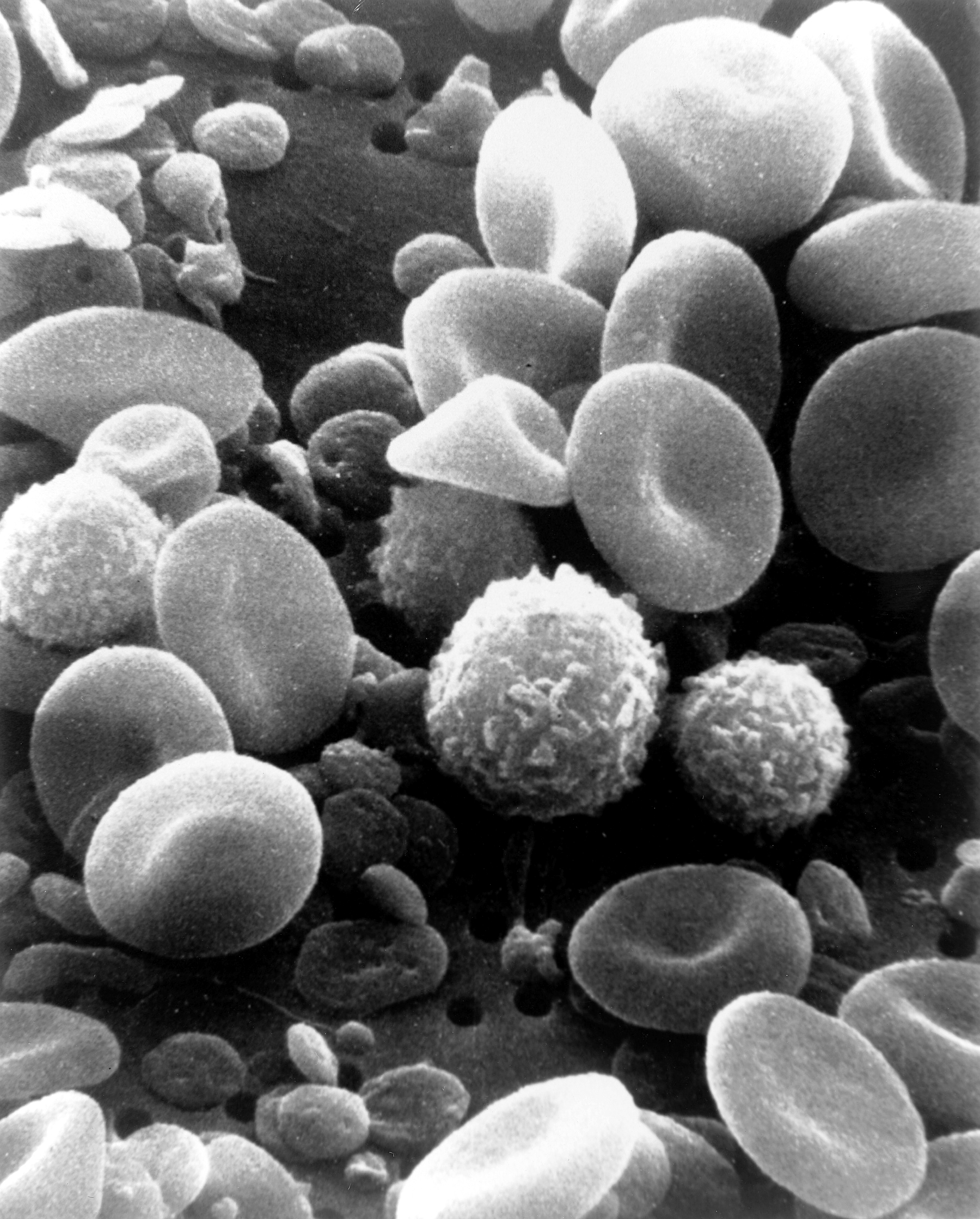
Lidská krev pod elektronovým mikroskopem.

Cytogenetika je podobor genetiky zabývající se buňkou a jejími strukturami. Hlavními oblastmi jejího zájmu jsou buněčné organely a struktury přímo související s přenosem a expresí genetické informace (jádro, nukleoid, ribozóm, semiautonomní organely, chromozómy, plasmidy atd.), zvláštní důraz se klade na chromozómy, plasmidy a DNA semiautonomních organel a prokaryot. Další důležitou oblastí jsou genetické aspekty buněčného dělení a s nimi související struktury.